# 訃報 1984年11月
訃報 1984年11月（ふほう 1984ねん11がつ）では、1984年（昭和59年）11月中に物故した、又は物故が報じられた人物についてまとめる。

## （1日 - 15日）
- 11月1日 - マルセル・モイーズ、フルート奏者（* 1889年）
- 11月6日 - 神雷龍之助[1]、元力士（*1926年）

## （16日 - 30日）
- 11月16日 - レナード・ローズ[2]、チェロ奏者（* 1918年）
- 11月21日 - 瀧井孝作、俳人・作家（* 1894年）
- 11月26日 - 鷲見三郎、ヴァイオリニスト（* 1902年）
- 11月26日 - 村野藤吾、建築家（* 1891年）
- 11月28日 - 山谷親平、ラジオパーソナリティ（* 1922年）